# Puchar Australii i Oceanii w snowboardzie 2022
Puchar Australii i Oceanii w snowboardzie w sezonie 2022 to kolejna edycja tej imprezy. Cykl ten rozpoczął się 1 sierpnia 2022 r. w australijskim Perisher zawodami w slopestyle'u. Zmagania zakończyły się 8 października tego samego roku w nowozelandzkim kurorcie Cardrona Alpine Resort zawodami w halfpipe'ie.

## Konkurencje
- SBX = snowboardcross
- SS = slopestyle
- BA = big air
- HP = halfpipe

## Kalendarz i wyniki

### Mężczyźni
| Lp  | Data                | Miejscowość            | Konkurencja | 1. miejsce       | 2. miejsce        | 3. miejsce             |
| --- | ------------------- | ---------------------- | ----------- | ---------------- | ----------------- | ---------------------- |
| 1.  | 1 sierpnia 2022     | Perisher               | SS          | Matthew Cox      | Truth Smith       | Lane Weaver            |
| 2.  | 2 sierpnia 2022     | Perisher               | BA          | Valentino Guseli | Matthew Cox       | Joshua Robertson-Hahn  |
| 3.  | 2 sierpnia 2022     | Perisher               | SS          | Valentino Guseli | Matthew Cox       | Allen Kirby            |
| 4.  | 1 września 2022     | Cardrona               | HP          | Lee Chae-un      | Konosuke Murakami | Campbell Melville Ives |
| 5.  | 2 września 2022     | Cardrona               | SS          | Jesse Parkinson  | Taiga Hasegawa    | Hiroaki Kunitake       |
| 6.  | 1 września 2022     | Mount Hotham           | SBX         | Adam Lambert     | Cameron Bolton    | Declan Dent            |
| 7.  | 2 września 2022     | Mount Hotham           | SBX         | Adam Lambert     | Cameron Bolton    | Ethan Wilson           |
| 8.  | 3 września 2022     | Mount Hotham           | SBX         | Cameron Bolton   | Adam Lambert      | Takeru Tebakari        |
| 9.  | 7 października 2022 | Cardrona Alpine Resort | SS          | Ryoma Kimata     | Moritz Thönen     | Alex Lotorto           |
| 10. | 8 października 2022 | Cardrona Alpine Resort | BA          | Ryoma Kimata     | Nicolas Huber     | Rocco Jamieson         |
| 11. | 8 października 2022 | Cardrona Alpine Resort | HP          | Jason Wolle      | Zensei Nishizuka  | Lee Ji-o               |

### Klasyfikacje
| Lp. | Zawodnik        | Punkty |
| --- | --------------- | ------ |
| 1.  | Adam Lambert    | 280    |
| 2.  | Cameron Bolton  | 260    |
| 3.  | Takeru Tebakari | 155    |
| 4.  | Declan Dent     | 150    |
| 5.  | Ethan Wilson    | 134    |
| 6.  | James Johnstone | 100    |
| 7.  | Seigo Sato      | 99     |
| 8.  | Max Vardy       | 92     |
| 9.  | Kobi Dent       | 76     |
| 10. | Robbie Walker   | 76     |

| Lp. | Zawodnik               | Punkty |
| --- | ---------------------- | ------ |
| 1.  | Matthew Cox            | 260    |
| 2.  | Valentino Guseli       | 250    |
| 3.  | Ryoma Kimata           | 240    |
| 4.  | Jesse Parkinson        | 171    |
| 5.  | Rocco Jamieson         | 145    |
| 5.  | Joshua Robertson-Hahn  | 145    |
| 7.  | Moritz Thönen          | 130    |
| 8.  | Brock Ibbotson         | 129    |
| 9.  | Dane Menzies           | 121    |
| 10. | Zephyr Whitelaw-Holmes | 113    |

| Lp. | Zawodnik               | Punkty |
| --- | ---------------------- | ------ |
| 1.  | Zensei Nishizuka       | 116    |
| 2.  | Lee Chae-un            | 100    |
| 2.  | Jason Wolle            | 100    |
| 4.  | Haku Shimasaki         | 90     |
| 5.  | Konosuke Murakami      | 80     |
| 6.  | Lee Ji-o               | 80     |
| 7.  | Campbell Melville Ives | 60     |
| 8.  | Aaron Wild             | 55     |
| 9.  | Takaki Aikawa          | 50     |
| 9.  | Rocco Jamieson         | 50     |

### Kobiety
| Lp  | Data                | Miejscowość            | Konkurencja | 1. miejsce      | 2. miejsce       | 3. miejsce      |
| --- | ------------------- | ---------------------- | ----------- | --------------- | ---------------- | --------------- |
| 1.  | 1 sierpnia 2022     | Perisher               | SS          | Mia Brookes     | Paige Jones      | Meila Stalker   |
| 2.  | 2 sierpnia 2022     | Perisher               | BA          | Mia Brookes     | Freya Hammerlein | Loranne Smans   |
| 3.  | 2 sierpnia 2022     | Perisher               | SS          | Mia Brookes     | Meila Stalker    | Loranne Smans   |
| 4.  | 1 września 2022     | Cardrona               | HP          | Choi Ga-on      | Tsuki Yamazaki   | Mion Kamimura   |
| 5.  | 2 września 2022     | Cardrona               | SS          | Mari Fukada     | Lucia Georgalli  | Ava Beer        |
| 6.  | 1 września 2022     | Mount Hotham           | SBX         | Josie Baff      | Amber Essex      | Taya-Lilli Dent |
| 7.  | 2 września 2022     | Mount Hotham           | SBX         | Josie Baff      | Amber Essex      | Taya-Lilli Dent |
| 8.  | 3 września 2022     | Mount Hotham           | SBX         | Josie Baff      | Maya Billingham  | Amber Essex     |
| 9.  | 7 października 2022 | Cardrona Alpine Resort | SS          | Lucia Georgalli | Mari Fukada      | Ava Beer        |
| 10. | 8 października 2022 | Cardrona Alpine Resort | BA          | Mari Fukada     | Bianca Gisler    | Lucia Georgalli |
| 11. | 8 października 2022 | Cardrona Alpine Resort | HP          | Sara Shimizu    | Kinsley White    | Lucia Georgalli |

### Klasyfikacje
| Lp. | Zawodniczka         | Punkty |
| --- | ------------------- | ------ |
| 1.  | Josie Baff          | 300    |
| 2.  | Amber Essex         | 220    |
| 3.  | Taya-Lilli Dent     | 170    |
| 4.  | Maya Billingham     | 130    |
| 5.  | Saya Kotake         | 121    |
| 6.  | Remi Yoshida        | 114    |
| 7.  | Abbey Wilson        | 101    |
| 8.  | Marcelle Davis-Cook | 99     |
| 9.  | Mio Noguchi         | 98     |
| 10. | Angelina Farag      | 90     |

| Lp. | Zawodniczka         | Punkty |
| --- | ------------------- | ------ |
| 1.  | Mia Brookes         | 300    |
| 2.  | Mari Fukada         | 280    |
| 3.  | Lucia Georgalli     | 240    |
| 4.  | Meila Stalker       | 172    |
| 5.  | Ava Beer            | 165    |
| 6.  | Loranne Smans       | 156    |
| 7.  | Bianca Gisler       | 130    |
| 7.  | Paige Jones         | 130    |
| 9.  | Bella Caddy-Gammell | 130    |
| 10. | Chelsee Kelley      | 130    |

| Lp. | Zawodniczka     | Punkty |
| --- | --------------- | ------ |
| 1.  | Sara Shimizu    | 145    |
| 2.  | Choi Ga-on      | 100    |
| 3.  | Kinsley White   | 80     |
| 3.  | Tsuki Yamazaki  | 80     |
| 5.  | Lucia Georgalli | 60     |
| 5.  | Mion Kamimura   | 60     |
| 7.  | Ava Beer        | 50     |
| 7.  | Lee Na-yoon     | 50     |